# Hydroporus kozlovskii
Hydroporus kozlovskii är en skalbaggsart som beskrevs av Zaitzev 1927. Hydroporus kozlovskii ingår i släktet Hydroporus och familjen dykare. Inga underarter finns listade i Catalogue of Life.